# ميخائيل ديكستر
ميخائيل ديكستر (بالإنجليزية: Michael Dexter)‏ هو طبيب أمراض الدم ‏ بريطاني، ولد في 15 مايو 1945.